# Alban (bande dessinée)
Pour les articles homonymes, voir Alban.
Alban est une série de bande dessinée de Dieter (scénario), Xavier Fourquemin (dessin) et Nadine Voillat (couleurs).

## Albums
- Le Téméraire, collection « Golem » :

1. Agnus Dei (1998)
2. Sursum corda (1998)[1]
3. O Sancta simplicitas ! (1999)

- Soleil :

1. Vox Dei (2000)
2. Utopia (2001)
3. Dixi ! (2004)